# Un fusil pour deux colts
Pour plus de détails, voir Fiche technique et Distribution.
Un fusil pour deux colts (Voltati... ti uccido!) est un western spaghetti hispano-italien sorti en 1967, réalisé par Alfonso Brescia (sous le pseudonyme d'Al Bradley).

## Synopsis
Ted, un aventurier sans scrupule, s'offre les services d'El Bicho et de sa bande, pour s'emparer des mines d'or. Sam, un vieux mineur propriétaire d'une mine d'or, demande l'aide du jeune pistolero Billy, pour le protéger de Ted. Billy monte Ted et El Bicho l'un contre l'autre.

## Fiche technique
- Titre français : Un fusil pour deux colts
- Titre original italien : Voltati... ti uccido!
- titre original espagnol : Winchester Bill[1]
- Réalisation : Alfonso Brescia (sous le pseudonyme d'Al Bradley)
- Scénario : María del Carmen Martínez Román, Preston Leonide
- Genre : Western spaghetti
- Production : Rhodes International, S.P.A., Hispamer Films
- Photographie : Alfonso Nieva
- Format d'image : 2.35:1
- Montage : José Antonio Rojo
- Durée : 85 minutes
- Décors : Oscar Capponi
- Costumes : Sibylle Geiger
- Maquillage : Leandro Marini
- Pays de production :  Italie,  Espagne
- Langue originale : italien
- Dates de sortie : 
  - Italie : 1967
  - France : 1er mars 1968[2]

## Distribution
- Richard Wyler : Billy Walsh
- Fernando Sancho : El Bicho
- Eleonora Bianchi : Susan
- Conrado San Martín : Ted Short
- Spartaco Conversi (sous le pseudo de Spean Convery) : Sam/ Perry Elliott
- Massimo Carocci (sous le pseudo de Ric Burton Jr.) : Tom Davis
- Luc Rosat : Sugar Kent
- Massimo Righi (sous le pseudo de Max Dean) :  un frère de Davis
- Luis Induni : shérif
- Rafael Hernández : barman
- Rufino Inglés